# Mr. Nice
Mr. Nice ist ein Filmdrama des Regisseurs und Drehbuchautors Bernard Rose aus dem Jahr 2010, die Geschichte basiert auf der Autobiografie Mr. Nice von Howard Marks.

## Handlung
Howard Marks, Student der Philosophie und Physik am Balliol College in Oxford, beginnt nach seinem Abschluss in Physik seine Karriere als größter Drogenschmuggler in der Geschichte Großbritanniens.
Unter Nutzung diverser falscher Identitäten, zum Beispiel unter dem Decknamen Mr. Donald Nice, schmuggelt er Marihuana und Haschisch in die ganze Welt. Nebenbei hilft er der CIA und dem MI6 gegen die Mafia und die IRA, was ihn vor dem Gefängnis bewahrt, allerdings nicht für immer.

## Kritik
critic.de lobt einerseits, der Film „weiß der Lebensgeschichte des walisischen Drogenbarons nicht nur dramatische Plotwendungen und visuelle Glanzpunkte abzugewinnen, sondern auch viel Humor im Angesicht von Verbrechen und Strafe“, kritisiert aber: „Erst als Bernard Rose gegen Ende in den ernsthaften Modus übergeht, schwächelt Mr. Nice etwas, zumal sich der Film hier erstaunlich einseitig mit seiner kriminellen Hauptfigur identifiziert.“

## Drehorte
Spanien
- Benidorm
- Alicante
- Comunidad Valenciana